# Linothele longicauda
Linothele longicauda är en spindelart som först beskrevs av Anton Ausserer 1871.  Linothele longicauda ingår i släktet Linothele och familjen Dipluridae.
Artens utbredningsområde är Ecuador. Inga underarter finns listade i Catalogue of Life.